# La prohibición de amar
La prohibición de amar (Das Liebesverbot) es una ópera en dos actos, escrita y compuesta por Richard Wagner en 1834, la segunda del compositor y la primera en ser representada. El libreto se basa en la comedia Medida por medida, de William Shakespeare. Fue descrita por el mismo Wagner como una «grosse komische Oper».
El estreno tuvo lugar en el teatro de Magdeburgo el 29 de marzo de 1836, con el título de La novicia de Palermo (Die Novize von Palermo), que se cambió debido a presiones de la policía local por la cercanía de la Pascua. La primera representación fue un gran fracaso; el protagonista olvidó su parte. Igual resultó la segunda, que debió ser interrumpida por riñas entre miembros del elenco.
No fue representada nunca más estando en vida su autor, y desde entonces ha sido ocasionalmente sacada a la luz; en particular, se destaca la interpretación de 1983, bajo la conducción de Wolfgang Sawallisch, al conmemorarse el centenario del fallecimiento de Wagner.
Esta ópera rara vez se representa en la actualidad; en las estadísticas de Operabase aparece con solo cuatro representaciones en el período 2005-2010. En 2013, con motivo del bicentenario del nacimiento de Wagner, ha sido programada en diferentes lugares, dándose once producciones con 47 representaciones. Entre ellas, las del Festival de Peralada el 3 y 4 de agosto de 2013, que constituyen el estreno de la ópera en España.

## Argumento
La acción se desarrolla en Palermo en el siglo XVI.

### Acto I
Por orden del gobernador Friedrich, se impone en Palermo la pena de muerte a todo aquel que realice actividades sexuales pecaminosas. En época de carnaval, la guardia del gobernador realiza una redada por los centros de ocio de los suburbios. En la redada es apresado el noble Claudio, quien hace alarde de su delito.
A petición suya, su amigo Lucio va a visitar al convento a su hermana Isabel, para encargarle que interceda por Claudio ante el duro regente.
En el convento, Isabel descubre que su amiga Mariana ha sido envuelta en engaños amorosos por el gobernador, y se indigna. Al recibir la visita de Lucio, se disgusta por la conducta de su hermano, pero aumenta más aún su desprecio por la hipocresía del gobernador. Su fervorosa reacción despierta la admiración de Lucio, que le declara su amor.
En el tribunal, Friedrich está a punto de anunciar un castigo implacable para Claudio, cuando llega Isabel y le solicita una entrevista en privado. Allí le implora repetidamente, con sus mejores modales, que tenga piedad de su hermano. El gobernador accede a perdonarlo a cambio de su amor. Isabel, indignada, intenta desenmascararlo, pero ante la imposibilidad de hacerlo, urde un engaño. Le susurra que a la noche siguiente le enviará un mensaje, y promete estar dispuesta a complacerlo.

### Acto II
Isabel visita a su hermano en prisión. Le informa sobre la propuesta de Friedrich, y Claudio declara que prefiere la muerte antes que el deshonor de su hermana. A partir de esto, se entrega al desánimo.
Isabel se retira, y con la colaboración de Dorella, organiza el engaño. Cita a Friedrich en uno de los sitios que él mismo ha suprimido, y le indica que asista disfrazado y enmascarado. Acuerda con Mariana que ésta se encuentre con él, haciéndose pasar por ella.
De noche, en las afueras del castillo, toda la ciudad desobedece el mandato y festeja el carnaval. Friedrich encuentra a Mariana, creyendo que es Isabel. Mientras tanto, ésta intercepta a Poncio, que lleva la supuesta carta de liberación. Al leerla, descubre que en realidad Friedrich volvió a traicionarlos, ya que la carta contiene una condena definitiva. Furiosa, Isabel comienza a volver al pueblo en su contra, y finalmente es descubierto y desenmascarado.
Claudio es liberado. Isabel acepta finalmente abandonar el convento y casarse con Lucio. Se anuncia el regreso del rey, y todos parten alegres a recibirlo.